# Qu'Appelle-Wolseley (circonscription saskatchewanaise)
Pour les articles homonymes, voir Qu'Appelle (homonymie), Wolseley et Indian Head.
Circonscription électorale provinciale du Canada
Qu'Appelle-Wolseley (ensuite Indian Head-Wolseley) est une circonscription électorale provinciale de la Saskatchewan au Canada. Elle est représentée à l'Assemblée législative de la Saskatchewan de 1934 à 1995.

## Géographie
Le territoire de la circonscription fait maintenant partie de Indian Head-Milestone et Regina Wascana Plains.

## Liste des députés
| Parlement                                                                         | Années                                                          | Député                                                          | Député                                                          | Parti                                                           |
| Qu'Appelle-Wolseley                                                               | Qu'Appelle-Wolseley                                             | Qu'Appelle-Wolseley                                             | Qu'Appelle-Wolseley                                             | Qu'Appelle-Wolseley                                             |
| Circonscription redistribuée parmi South Qu'Appelle et Wolseley                   | Circonscription redistribuée parmi South Qu'Appelle et Wolseley | Circonscription redistribuée parmi South Qu'Appelle et Wolseley | Circonscription redistribuée parmi South Qu'Appelle et Wolseley | Circonscription redistribuée parmi South Qu'Appelle et Wolseley |
| --------------------------------------------------------------------------------- | --------------------------------------------------------------- | --------------------------------------------------------------- | --------------------------------------------------------------- | --------------------------------------------------------------- |
| 8e                                                                                | 1934–1938                                                       |                                                                 | Frederick Middleton Dundas (en)                                 | Libéral                                                         |
| 9e                                                                                | 1938–1944                                                       |                                                                 | Frederick Middleton Dundas (en)                                 | Libéral                                                         |
| 10e                                                                               | 1944–1948                                                       |                                                                 | Warden Burgess (en)                                             | CCF                                                             |
| 11e                                                                               | 1948–1952                                                       |                                                                 | Frederick Middleton Dundas (en) (2)                             | Libéral                                                         |
| 12e                                                                               | 1952–1956                                                       |                                                                 | Harry Wahl (en)                                                 | CCF                                                             |
| 13e                                                                               | 1956–1960                                                       |                                                                 | Douglas Thomas McFarlane (en)                                   | Libéral                                                         |
| 14e                                                                               | 1960–1964                                                       |                                                                 | Douglas Thomas McFarlane (en)                                   | Libéral                                                         |
| 15e                                                                               | 1964–1967                                                       |                                                                 | Douglas Thomas McFarlane (en)                                   | Libéral                                                         |
| 16e                                                                               | 1967–1971                                                       |                                                                 | Douglas Thomas McFarlane (en)                                   | Libéral                                                         |
| 17e                                                                               | 1971–1975                                                       |                                                                 | Terry Hanson                                                    | Néo-démocrate                                                   |
| Indian Head-Wolseley                                                              |                                                                 |                                                                 |                                                                 |                                                                 |
| 18e                                                                               | 1975–1978                                                       |                                                                 | Cyril Pius MacDonald                                            | Libéral                                                         |
| 19e                                                                               | 1978–1982                                                       |                                                                 | Douglas Graham Taylor                                           | Progressiste-conservateur                                       |
| 20e                                                                               | 1982–1986                                                       |                                                                 | Douglas Graham Taylor                                           | Progressiste-conservateur                                       |
| 21e                                                                               | 1986–1991                                                       |                                                                 | Douglas Graham Taylor                                           | Progressiste-conservateur                                       |
| 22e                                                                               | 1991–1995                                                       |                                                                 | Lorne Scott                                                     | Néo-démocrate                                                   |
| Circonscription redistribuée parmi Indian Head-Milestone et Regina Wascana Plains |                                                                 |                                                                 |                                                                 |                                                                 |

## Résultats électoraux
Indian Head-Wolseley (1975-1995)

Qu'Appelle-Wolseley (1934-1975)